# Гележинё Вилко
Гележинё Вилко (лит. Geležinio Vilko tiltas) — автодорожный железобетонный балочный мост через реку Нярис в Вильнюсе, Литва. Соединяет Науяместис с районами Жверинас и Шнипишкес.

## Расположение
Расположен в створе улицы Гележинё Вилко (лит. Geležinio Vilko gatvė). 
Выше по течению находится Белый мост, ниже — Жверинский мост.

## Название
До 1990 года мост назывался Советским, по наименованию Советской улицы (лит. Tarybų gatvė). В 1990 год мост и улица были переименованы в честь Железного волка (лит. Geležinis vilkas) — символа Вильнюса.

## История
Проект был разработан Ленинградским и Казахским отделениями Промтрансниипроекта при участии СКБ Главмостостроя, составившего проект производства работ. В расчётах пролётного строения были использованы результаты научных исследований о влиянии ползучести и усадки бетона, выполненных Ленинградским инженерно-строительным институтом конкретно для данного моста. Строительство моста осуществляло Вильнюсское мостостроительное управление № 2 (лит. Vilniaus tiltų statybos valdyba) Минавтошосдора Литовской ССР, руководителями работ были Стасис Буткявичюс (лит. Stasys Butkevičius) и Витаутас Янкаускас (лит. Vytautas Jankauskas). Статистические и динамические испытания моста были выполнены Вильнюсским инженерно-строительным институтом. Мост был открыт для движения в 1979 году.
В 1999 году компанией «Tilsta» проведена реконструкция моста.

## Конструкция
Мост четырёхпролётный железобетонный балочный неразрезной. Все пролёты моста перекрыты одной неразрезной балкой. Из-за резкой асимметричности берегов была выбрана несимметричная схема моста: 30,0 + 40,0 + 92,0 + 40,0 м. Пролётное строение моста состоит из шести неразрезных балок коробчатого сечения из предварительно напряжённого железобетона. Балки в поперечном направлении соединены между собой надопорными диафрагмами и замоноличенными плитами проезжей части. Каждая балка имеет монолитные участки над опорами № 4 и 5. На остальных участках в пролётах 1—2, 2—3 и 3—4 балка расчленена на блоки. Стыки — клеевые, на эпоксидной смоле. Предварительно напряжённая арматура — пучковая, класса Вр-П. Пучок состоял из семи прядей диаметром 15 мм Сборные блоки пролётного строения изготавливались на заводе и перевозились на стройплощадку автомобилями. 
Мост имеет два разнотипных устоя, две одинаковые качающиеся опоры (№ 2 и 3) и одну мощную анкерную опору (№ 4), воспринимающую, кроме вертикальных, все горизонтальные нагрузки. Левобережный устой представлен сплошной железобетонной стеной, сопряжённой с подходной насыпью железобетонными подпорными стенами. Каждая из качающихся опор состоит из трёх относительно тонких железобетонных пластин трапецеидальной формы, опирающихся на раздельные фундаменты. Пластины меньшим основанием поставлены на фундаменты, а большим поддерживают две балки пролётного строения. В местах соединения с фундаментами и пролётными балками установлены полноповоротные металлические шарниры. Опора № 4 — массивного типа, выполнена в виде шести пирамид, покоящихся на общем железобетонном ростверке. Правобережный устой — диванного типа. Основания всех опор свайные.
Над уровнем меженных вод пролётное строение возвышается на 14,5 м. Длина моста составляет 260 м, ширина — 37 м.
Мост предназначен для движения автотранспорта и пешеходов. Проезжая часть включает в себя 8 полос для движения автотранспорта. Покрытие проезжей части и тротуаров — асфальтобетон. Тротуары отделены от проезжей части металлическим барьерным ограждением. Перильное ограждение металлическое простого рисунка. На устоях устроены лестничные спуски.